# Francisca van Lotharingen
Francisca van Lotharingen (Frans: Françoise de Lorraine) (november 1592 - Parijs, 8 september 1669) was van 1602 tot aan haar dood hertogin van Mercœur en van 1623 tot aan haar dood hertogin van Penthièvre. Ze behoorde tot het huis Lotharingen.

## Levensloop
Francisca was de enige overlevende dochter van Filips Emanuel van Lotharingen, hertog van Mercœur, uit diens huwelijk met Maria van Luxemburg, hertogin van Penthièvre. Ze was de erfgename van een gigantisch privéfortuin. Tijdens de regering van koning Hendrik III van Frankrijk riep haar vader zichzelf uit tot leider van de Heilige Liga en beschermer van de katholieke kerk in Bretagne. Hij gebruikte de erfrechten van zijn vrouw, die afstamde van de hertogen van Bretagne, om in Bretagne een onafhankelijke positie uit te bouwen en richtte in Nantes een regering op. In 1592 versloeg hij met de hulp van de Spanjaarden de troepen van koning Hendrik IV, maar uiteindelijk keerde het tij en moest hij zich onderwerpen aan de koning.
In de Vrede van Vervins, die in mei 1598 werd afgesloten en een einde maakte aan de oorlog tussen Frankrijk en Spanje, werd gestipuleerd dat de toen vijfjarige Francisca uitgehuwelijkt werd aan hertog Caesar van Vendôme (1594-1665), een buitenechtelijke zoon van koning Hendrik IV uit diens affaire met Gabrielle d'Estrées. Op 16 juli 1609 vond het huwelijk plaats in het Kasteel van Fontainebleau. Caesar bemachtigde als gevolg van het huwelijkscontract het beheer over Francisca's landerijen. Dit waren het hertogdom Mercœur, dat ze in 1602 verwierf na de dood van haar vader, en het hertogdom Penthièvre, dat ze in 1623 erfde van haar gestorven moeder.
In 1665 overleed haar echtgenoot. Francisca zelf overleed vier jaar later, in september 1669, en werd bijgezet in het Kapucijnenklooster van Parijs. Aangezien al haar kinderen al waren overleden, werden haar domeinen geërfd door haar kleinzoon Lodewijk Jozef van Vendôme.

## Nakomelingen
Francisca van Lotharingen en haar echtgenoot Caesar van Vendôme kregen drie kinderen:
- Lodewijk (1612-1669), hertog van Vendôme
- Elisabeth (1614-1664), huwde in 1643 met hertog Karel Amadeus van Savoye-Nemours
- Frans (1616-1669), hertog van Beaufort